# San Giorgio di Pesaro
San Giorgio di Pesaro (San Giorg in dialetto gallo-piceno) è un municipio di 1 360 abitanti del comune di Terre Roveresche in provincia di Pesaro e Urbino, nelle Marche.
Fino al 31 dicembre 2016 ha costituito un comune autonomo, che confinava con i comuni di Mondavio, Monte Porzio, Orciano di Pesaro, Piagge e San Costanzo.
L'attuale territorio municipale si estende per 20,88 km² su una superficie collinare costellata di borghi, castelli e case rurali, da un'altitudine minima di 51 m ad una massima di 263 m, sulla sinistra del Metauro a circa 20 km da Fano. Il territorio sangiorgese è ricco di storia, una storia dominata dai principali nuclei abitati: il Castello di Poggio, situato su di un'altura tufacea, il Castello di San Giorgio, ancora oggi circondato dalla cinta muraria più o meno rimaneggiata, e Spicello, una piccola frazione costituita da ondulate e spoglie colline che degradano verso il mare, confinante con diversi Comuni.
L'apparato edilizio del piccolo paese di San Giorgio si è sviluppato storicamente ai piedi e intorno al castello di cui rimane la cinta muraria. Lo sviluppo moderno è avvenuto in direzione e lungo la strada statale orcianese entrata a far parte della storia del centro in tempi recenti. La popolazione è in diminuzione dalla fine della seconda guerra mondiale a causa di massicci esodi verso la costa per le motivazioni economiche che hanno coinvolto tutti i paesi dell'entroterra.

## Geografia fisica
Il centro abitato di San Giorgio di Pesaro sorge a 201 m s.l.m., sul crinale di colline tra le basse valli del Metauro e del Cesano tra i paesi di Piagge a nord e Orciano di Pesaro a sud; il territorio del municipio, all'interno del comune di Terre Roveresche si estende per poco meno di 21 km² ed ha una popolazione di circa 1 417 abitanti. Il suo paesaggio è caratterizzato da colline coltivate, soprattutto a cereali, che degradano dolcemente, ad una distanza media di soli 18 km dal mare. Sullo sfondo del paese, ad ovest, lo scenario dei monti appenninici e la Gola del Furlo. 

## Storia
Le terre di San Giorgio sono da tempo immemorabile sottoposte ad attività agricole, testimoniate da tracce di insediamenti preistorici, successivamente abitate da popolazioni di area nord-marchigiana quali i Pelasgi, Siculi, Liburni, Umbri e i Galli Senoni, da cui il nome di Ager Gallicus con cui i Romani denomineranno il territorio compreso tra Rimini e l'odierna Senigallia.
Il declino dell'Impero Romano porterà anche su queste terre popoli quali Goti, Bizantini, Longobardi, Franchi e Bulgari; il nome stesso del Castello di San Giorgio, ripreso dall'omonima chiesa, e il Sant'Apollinare della chiesa del Castello di Poggio, rivelano nella dedicazione a santi orientali evidenti tracce del dominio bizantino in epoca alto medievale.
Il primo documento scritto risale al 777 ed è una bolla papale che nomina il Castello (centro abitato racchiuso da mura) di Poggio. Un altro documento è dell'anno 875 che cita sia il castello del Poggio che quello di San Giorgio. I due piccoli castelli, abitati da poche famiglie povere addette tutte ai lavori della campagna, pur autonomi, passeranno attraverso le alterne vicende della storia subendo spesso le conseguenze di fatti e decisioni prese altrove. Questi castelli infatti, mentre in alcuni periodi erano amministrati direttamente dal Governatore Pontificio, poiché appartenenti ai territori dello Stato della Chiesa, in altri dipendevano dalla vicina città di Fano, come privilegio concesso a qualche signore locale.
Nel Trecento subiscono le conseguenze delle lotte tra Guelfi e Ghibellini; nel Quattrocento sono coinvolti nelle sanguinose lotte tra i Malatesta (signori di Fano) e i Montefeltro (duchi di Urbino) e all'inizio del Cinquecento tra i Della Rovere e i De' Medici. In quest'ultima occasione (1516-1517) vennero date alle fiamme gli archivi di tutti i luoghi dello Stato di Urbino. Né migliore sorte fu riservata ai documenti in altre due occasioni: alla fine del Settecento, sotto il dominio della Repubblica imposta dalle truppe napoleoniche, e nel 1955, quando, per scempiaggine, l'archivio storico del Comune venne mandato al macero.

Territorio dell'ex-comune di San Giorgio di Pesaro nella provincia di Pesaro e Urbino

Con la fine del ducato di Urbino (1631), anche i due castelli tornarono sotto il diretto governo pontificio. Nel 1797, sotto l'amministrazione napoleonica, il castello del Poggio perderà la propria autonomia; verrà infatti unificato in un solo Comune con il Castello di San Giorgio, riducendosi sempre più ad un modestissimo centro quasi spopolato e semisolato: l'antica strada maestra che correva ad ovest dei due castelli, collegandoli, è ora pressoché scomparsa sostituita dalla strada provinciale orcianese costruita nei primi anni dell'Unità d'Italia, lungo la quale il borgo di San Giorgio ha avuto la sua espansione.

Il 1º gennaio 2017 San Giorgio di Pesaro è confluita, insieme a Orciano di Pesaro, Piagge e Barchi, nel nuovo comune di Terre Roveresche, in base alla legge regionale n. 28/2016 approvata il 6 dicembre 2016. Il 13 novembre l'istituzione del nuovo comune era stata approvata dai cittadini di San Giorgio di Pesaro in un referendum consultivo con il 72,9% di favorevoli.

### Simboli
Lo stemma e il gonfalone di San Giorgio di Pesaro erano stati concessi con decreto del presidente della Repubblica del 20 giugno 1988.
Il gonfalone era un drappo partito di bianco e di rosso.

## Monumenti e luoghi d'interesse
Le maggiori testimonianze artistiche e storiche si conservano nelle numerose chiese presenti sia all'interno dei centri abitati che nei dintorni. Di queste la maggior parte ha subito consistenti rifacimenti tra il Settecento e l'Ottocento per cui la struttura architettonica originaria è andata irrimediabilmente persa, ma alcuni arredi quali tele, statue e crocifissi lignei, si sono conservati. A volte è riscontrabile la presenza di una particolare iconografia legata alla devozione popolare.

### Architetture religiose
All'interno del centro abitato di San Giorgio si trovano due chiese: San Giorgio e Spirito Santo. Le altre presenti in questo elenco sono quasi tutte di piccole dimensioni e si localizzano nelle frazioni e nelle campagne del territorio municipale.
- Chiesa parrocchiale di San Giorgio: è la chiesa principale di San Giorgio, seppur non la più grande. Si trova di fronte alla rampa d'ingresso al centro storico, a tre navate, di sobrio impianto neoclassico, risale al 1842. Al suo interno tra le opere più notevoli il Crocifisso ligneo del Trecento e interessanti tele di pittori di area marchigiana dal Cinquecento al Settecento, tra cui anche una Annunciazione forse di Francesco Mancini. La chiesa è attualmente chiusa per diversi danni strutturali subiti durante il Terremoto del Centro Italia del 2016 e del 2017.

- Chiesa dello Spirito Santo: è la chiesa maggiormente utilizzata per le funzioni religiose, di proprietà della Confraternita del Santissimo Sacramento e Rosario, si trova lungo la via principale a pochi passi dall'accesso del centro storico. Costruita durante il XIX secolo e recentemente restaurata, è a navata unica con leggere decorazioni in stile neoclassico, si conservano tele di ignoti pittori di area marchigiana del Cinquecento e del Seicento. Il suo campanile è l'unico rimasto in piedi nel paese, contiene quattro campane e svolge la funzione di orologio e di suoni festivi.

Chiese in campagna
- Chiesa di Santa Maria della Misericordia o di San Pasquale Baylon: è quella di dimensioni maggiori, sorge nella campagna verso Orciano di Pesaro attorno a un piccolo bosco di querce. È un ex convento quasi totalmente ricostruito nel 1933. Della precedente chiesa si conservano una cappella e il coro retrostante all'altare. Durante il mese di maggio si celebra la festa di San Pasquale, dal 2017 patrono del comune di Terre Roveresche.

- Chiesa di Sant'Apollinare: si trova nella frazione di Poggio, di piccole dimensioni, ricostruita nel 1830 in stile neoclassico a navata unica e di piccole dimensioni. Al suo interno racchiude interessanti tele di pittori del Settecento di area marchigiana.

- Chiesa del Santissimo Crocifisso: si trova in prossimità dell'abitato di San Giorgio, quasi al termine di un dolce declivio. Ricostruita intorno al 1829 in seguito all'apparizione miracolosa di un affresco del Crocifisso del Cinquecento appartenente alla precedente chiesa di Santa Maria in Castagneto; al suo interno si conservano ancora parte delle murature originarie, nonché affreschi del Quattrocento.

- Chiesa di San Giuseppe: si trova nella frazione di Spicello. È una chiesa moderna costruita nel 1950 poi abbandonata e ripresa negli anni ottanta per realizzare un centro di ospitalità per ritiri spirituali.

- Chiesa di Santa Filomena: è di piccole dimensioni, si trova nella frazione di Sacramento. Edificata intorno al 1830. Attualmente è chiusa, deteriorata e spogliata di ogni arredo.

## Società

### Evoluzione demografica
Abitanti censiti

### Etnie e minoranze straniere
Secondo i dati ISTAT al 1º gennaio 2017 la popolazione straniera residente era di 72 persone e rappresentava il 5,3% della popolazione residente.

## Geografia antropica
Accanto al nucleo storico di San Giorgio, con le mura castellane risalenti almeno all'VIII sec., e le chiese di San Giorgio e dello Spirito Santo c'è l'altro antico nucleo abitato di Poggio, l'antica Castrum Podii, "El Poj" nel dialetto locale, che sorge su di una fortificazione naturale di arenaria, probabilmente il primo insediamento preistorico del territorio. Nel territorio municipale resta traccia delle antiche foreste di querce roverelle caratterizzanti il territorio collinare provinciale, sacrificate alla modernità, attraverso l'area verde de "La busca", oggi parco urbano.
Il territorio di San Giorgio era un tempo costellato di chiese ed ancora oggi, oltre alle succitate, abbiamo le piccole pregevoli chiese di Sant'Apollinare a Poggio e del Santissimo Crocifisso vicino al centro storico, la chiesa del Convento di San Pasquale Baylon, poco distante da Poggio, e la moderna chiesa del santuario di San Giuseppe in località Spicello (Spicèll), luogo di crescente devozione.
Altre località del municipio sono Montecucco (Montcùcc), il Sacramento (El Sagramènt), il Passo di San Pasquale (San Pasquàal) e l'abitato detto "El Mulìn", per la presenza, fino a tempi molto recenti, del Molino Buoncompagni.
San Giorgio ospita il MuSA, Museo di Storia Ambientale dedicato all'apicoltura, bachicoltura ed alle tradizioni del territorio.

## Amministrazione
| Periodo        | Periodo          | Primo cittadino       | Partito                                                       | Carica  | Note   |
| -------------- | ---------------- | --------------------- | ------------------------------------------------------------- | ------- | ------ |
| 19 giugno 1987 | 24 maggio 1990   | Roberto Landini       | Partito Comunista Italiano                                    | Sindaco | [ 10 ] |
| 25 maggio 1990 | 23 aprile 1995   | Roberto Landini       | Partito Comunista Italiano Partito Democratico della Sinistra | Sindaco | [ 10 ] |
| 24 aprile 1995 | 13 giugno 1999   | Roberto Landini       | Partito Democratico della Sinistra                            | Sindaco | [ 10 ] |
| 14 giugno 1999 | 12 giugno 2004   | Roberto Landini       | Lista civica Democrazia e solidarietà                         | Sindaco | [ 10 ] |
| 13 giugno 2004 | 7 giugno 2009    | Federico Faccenda     | Lista civica                                                  | Sindaco | [ 10 ] |
| 8 giugno 2009  | 25 maggio 2014   | Roberto Landini       | Lista civica di Centro-sinistra                               | Sindaco | [ 10 ] |
| 26 maggio 2014 | 31 dicembre 2016 | Antonio Sebastianelli | Lista civica Torre                                            | Sindaco | [ 10 ] |

Successivamente alla fusione in Terre Roveresche ogni ex comune divenuto municipio di Terre Roveresche è rappresentato da un prosindaco e due consultori votati dai cittadini del singolo municipio con scheda separata durante le elezioni comunali e nominati dal consiglio comunale.
| Periodo        | Periodo   | Primo cittadino   | Partito | Carica     | Note |
| -------------- | --------- | ----------------- | ------- | ---------- | ---- |
| 27 giugno 2017 | in carica | Giuliana Aniballi |         | Prosindaco |      |

### Gemellaggi
Hombourg-Haut, dal 2006

## Sport

### Calcio a 11
La squadra del paese milita in Terza Categoria, è denominata Sangiorgese e gioca le sue partite presso lo stadio comunale di Orciano di Pesaro.